# Sheryl Crow and Friends: Live from Central Park
Sheryl Crow and Friends: Live from Central Park è un album dal vivo della cantautrice statunitense Sheryl Crow, pubblicato il 7 dicembre 1999.

## Descrizione
Il concerto tenuto a Central Park New York il 14 settembre 1999 con la partecipazione di molti amici musicisti; le Dixie Chicks, Stevie Nicks cantante dei Fleetwood Mac, Chrissie Hynde leader dei Pretenders, Keith Richards chitarrista dei Rolling Stones, Sarah McLachlan e il chitarrista Eric Clapton. Il concerto è stato presentato dall'attore Bill Murray.
L'album si è classificato al 107º posto nella classifica Billboard 200 negli Stati Uniti nel 1999.

## Tracce
1. Everyday Is a Winding Road – 5:29
2. My Favorite Mistake – 4:13
3. Leaving Las Vegas – 7:21
4. Strong Enough – 3:36
5. It Don't Hurt – 5:56
6. A Change Would Do You Good – 5:17
7. Gold Dust Woman (cover Fleetwood Mac) – 4:25
8. If It Makes You Happy – 5:03
9. All I Wanna Do – 5:59
10. Happy (cover The Rolling Stones) – 3:21
11. The Difficult Kind – 5:55
12. White Room (cover Cream) – 5:50
13. There Goes the Neighborhood – 5:32
14. Tombstone Blues (cover Bob Dylan) – 5:03

## Formazione
Band
- Sheryl Crow – voce, chitarra acustica, chitarra elettrica, basso, armonica
- Jim Bogios – batteria
- Matthew Brubeck – basso, violoncello
- Mike Rowe – tastiere
- Mary Rowell – chitarra acustica, violino
- Tim Smith – basso, chitarra elettrica, cori
- Peter Stroud – chitarra, chitarra slide

Ospiti
- Eric Clapton – White Room
- Dixie Chicks – Strong Enough
- Chrissie Hynde – If It Makes You Happy
- Sarah McLachlan – The Difficult Kind
- Stevie Nicks – Gold Dust Woman
- Keith Richards – Happy

## Classifiche
| Classifica (1999) | Posizione massima |
| ----------------- | ----------------- |
| Germania          | 76                |
| Stati Uniti       | 107               |
| Svizzera          | 46                |